# Venonia
Venonia es un género de arañas araneomorfas de la familia Lycosidae. Se encuentra en el sudeste de Asia, este de Asia y Oceanía.

## Lista de especies
Según The World Spider Catalog 12.0:
- Venonia chaiwooi Yoo & Framenau, 2006
- Venonia choiae Yoo & Framenau, 2006
- Venonia cinctipes (Simon, 1898)
- Venonia coruscans Thorell, 1894
- Venonia infundibulum Yoo & Framenau, 2006
- Venonia joejim Yoo & Framenau, 2006
- Venonia kimjoopili Yoo & Framenau, 2006
- Venonia kokoda Lehtinen & Hippa, 1979
- Venonia micans (Simon, 1898)
- Venonia micarioides (L. Koch, 1877)
- Venonia milla Lehtinen & Hippa, 1979
- Venonia muju (Chrysanthus, 1967)
- Venonia nata Yoo & Framenau, 2006
- Venonia spirocysta Chai, 1991
- Venonia sungahae Yoo & Framenau, 2006
- Venonia vilkkii Lehtinen & Hippa, 1979